# 1036. grenadirski polk (Wehrmacht)
1036. grenadirski polk (izvirno nemško 1036. Grenadier-Regiment; kratica 1036. GR) je bil pehotni polk Heera v času druge svetovne vojne.

## Zgodovina
Polk je bil ustanovljen 26. junija 1944 kot del 59. pehotne divizije.